# Likas

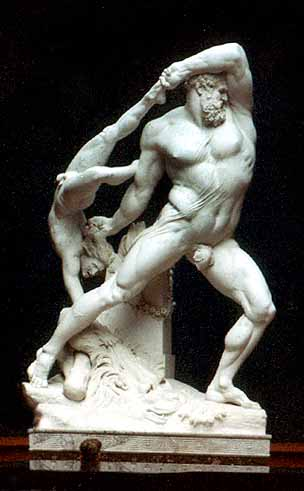
Herakles och Likas, skulptur av Antonio Canova.

Likas är i grekisk mytologi Herakles tjänare.
Herakles var gift med Deianeira, men började att intressera sig för en annan kvinna. Deianeira bad då Likas att överlämna en mantel åt Herakles. Manteln hade hon smort in med Nessos blod, då hon trodde att detta skulle avleda Herakles utomäktenskapliga kärleksintresse. När Herakles tog på sig manteln, trängde dock giftet in i honom och när han försökte att kränga av sig manteln följde delar av hans kött med. 
Rasande av smärta började Herakles förstöra sin omgivning; han for omkring planlöst och rev upp träd. Slutligen påträffade han den skräckslagne Likas som hade gömt sig bakom en klippa. Herakles tog tag i Likas och slungade honom i havet vid Euboia. Enligt en annan version kastade Herakles Likas mot havsklipporna så att denne krossades.
Likastjänst syftar på en välmenande tjänst, som emellertid får negativa följder.